# Païta
Païta – miasto w Nowej Kaledonii, terytorium zależnym Francji, na wyspie Oceanu Spokojnego, niedaleko Numei. Z ponad 24,5 tys. mieszkańców jest czwartym co do wielkości miastem w kraju. 